# Полілог
Полілог (грец. polys — багато, грец. logos — слово) — форма мовлення, яка характеризується зміною висловлювань декількох мовців і безпосереднім зв'язком висловлювань з ситуацією. Полілог часто набуває форми групового спілкування (бесіда, збори, дискусія, гра тощо). У полілозі відбувається накопичення інформації, що вноситься окремими його учасниками. Для полілогу характерні тематичні перескакування, складна взаємодія реплік, розрив діалогічних єдностей та ін.
Важливими компонентами у полілозі є репліки (конструктивні і деструктивні), обговорення теми, що репрезентує діалог, обмін інформацією, а також підсумковий діалог, який спрямований на з'ясування успішності цього мовленнєвого акту.
Схематично полілог може виглядати так: 
- початок:
  - відкриття обговорення;
  - вступне слово ведучого;
- основна частина:
  - виступ А;
  - репліки;
  - виступ Б;
  - репліки;
  - резюме ведучого;
  - виступ В і т.д.;
- підсумковий монолог ведучого;
- підсумковий діалог / аналіз самого обговорення.